# Hiéroglyphe égyptien O25
Pour les articles homonymes, voir Obélisque (homonymie).
L'obélisque, en hiéroglyphes égyptiens, est classifié dans la section O « Bâtiments, parties de bâtiments etc. » de la liste de Gardiner ; il y est noté O25.

## Représentation
Il représente un obélisque. Il est translittéré tḫn.

## Utilisation
| O25 | / | t · x · n | O25 |

| O25 | / | t · x · n | O25 |